# Ecuadorianen in Nederland
Met Ecuadoranen in Nederland (Spaans: Ecuatorianos en Holanda) worden in Nederland wonende Ecuadorianen, of Nederlanders van Ecuadoraanse afkomst aangeduid. 

## Aantal
Volgens het Centraal Bureau voor de Statistiek (CBS) woonden er op 1 januari 2020 zo'n 4.155 Nederlanders met een Ecuadoriaanse migratieachtergrond in Nederland. Ruim 57% van de Ecuadorianen in Nederland is vrouwelijk (2.386 vrouwen tegen 1.769 mannen). 
| Eerste generatie | 377 | 788   | 1.318 | 1.657 | 2.099 | 2.727 |
| Tweede generatie | 182 | 333   | 565   | 809   | 1.101 | 1.428 |
| Totaal           | 559 | 1.121 | 1.883 | 2.466 | 3.200 | 4.155 |

De Ecuadoriaanse gemeenschap in Nederland is vrij jong. Ongeveer 23,3% van de Ecuadorianen is tussen de 0 en 14 jaar oud (970 personen), terwijl slechts 1,4% 65 jaar of ouder is (60 personen). De gemiddelde leeftijd van een Ecuadoraanse migrant is ongeveer 28 jaar (tegen het landelijke gemiddelde van 42 jaar).